# Миддлтон, Джейн
Джейн Миддлтон (англ. Jane Myddelton; 1645 — 1692) — английская дворянка и куртизанка, фаворитка короля Карла II.

## Биография
Была дочерью сэра Роберта Нидхэма и его второй жены Джейн Кокейн; была крещена 23 января 1646 года в Ламбертской церкви.
18 июня 1660 года вышла замуж за Чарльза Миддлтона из Руабона (1635—1691), в браке с которым у неё была единственная дочь:
- Джейн Миддлтон (1661—1740), в 1711 году вышла замуж за Чарльза Мэя;

Супруги проживали в Лондоне и были близки ко двору короля Карла II. Благодаря своей красоте, Джейн имела несколько поклонников или любовников, среди которых называли французского аристократа Филибера де Грамона, короля Карла II и его брата герцога Йоркского.
В 1667 году супруги переехали в западную часть Лондона на Чарльз-стрит, помимо этого Джейн владела поместьем в Гринвиче, где она была гостьей Джорджа Вильерса, 2-й герцога Бекингемского, проживавшего в Кливдоне.
После восшествия на престол короля Якова II, ей стала выплачиваться пенсия в размере 500 фунтов стерлингов в год.
Скончалась в 1692 году, через год после смерти своего мужа.

## В искусстве
Вошла в серию портретов «Виндзорские красавицы» художника Питера Лели.